# Zelenogradskij
Zelenogradskij (in russo Зеленоградский?) è una cittadina della Russia europea centrale, situata nell'oblast' di Mosca. Apparteneva amministrativamente al Puškinskij rajon.
Sorge nella parte centrale dell'oblast', sulle sponde del piccolo fiume Skalba, alcune decine di chilometri a nordest di Mosca.